# Bent Weidich
Bent Evald Weidich (født 5. august 1928 i København, død 16. maj 1985 smst) var en dansk sanger og skuespiller.
Weidich medvirkede i operetter såvel som spillefilm og var bl.a. tilknyttet Det ny Scala. I 1958 deltog han i Dansk Melodi Grand Prix med sangen Nannina.
Han er begravet på Vestre Kirkegård i København.

## Filmografi
- Natlogi betalt (1957)
- Pigen og vandpytten (1958)
- Soldaterkammerater (1958)
- Lille mand, pas på! (1968)
- Midt i en jazztid (1969)
- Tandlæge på sengekanten (1971)